# Prosecký potok
Prosecký potok je potok na Proseku, v Libni a Vysočanech v Praze v České republice. Je 1 km dlouhý.

## Průběh toku
Pramení pod usedlostí Jetelkou a protéká údolím mezi estakádou vedoucí z Proseku na náměstí OSN,vinicí Kelerka a vinicí Máchalka. Cestou vytváří několik malých rybníčků. Poté protéká zatrubněným úsekem pod vozovkou vedoucí podjezdem pod železniční tratí západně od nádraží Praha-Vysočany. Vynořuje se v parku Podviní, kde protéká Dračím jezírkem a několika dalšími umělými vodními nádržemi. Ústí zprava do Rokytky.